# Teatro delle Moline
Il Teatro delle Moline è un piccolo teatro situato nella zona universitaria di Bologna, con una sala di circa quaranta posti.

## Storia e descrizione
Il teatro si trova su un lato di Palazzo Bentivoglio, ricavato nel 1973 all'interno dello stesso per iniziativa del Teatro Nuova Edizione.
La programmazione è gestita da ERT - Emilia Romagna Teatro Fondazione, che si occupa anche dell'Arena del Sole. Fin da subito, il Teatro delle Moline si è distinto per l'attenzione riservata alla nuova e giovane drammaturgia italiana.